# Seynes
Seynes település Franciaországban, Gard megyében. Lakosainak száma 172 fő (2022. január 1.). Seynes Aigaliers, Belvézet, Bouquet, Brouzet-lès-Alès és Saint-Just-et-Vacquières községekkel határos.

## Népesség
A település népessége az elmúlt években az alábbi módon változott:
| Lakosok száma | 117  | 111  | 116  | 140  | 160  | 162  | 161  | 159  | 157  | 172  |
|               | 1968 | 1982 | 1990 | 2006 | 2013 | 2015 | 2017 | 2019 | 2020 | 2022 |